# يوري إيللينكو
يوري إيللينكو (بالأوكرانية: Юрій Герасимович Іллєнко) (و. 1936 – 2010 م) هو مخرج أفلام، ومشغل كاميرا، وكاتب سيناريو، ومصور سينمائي من الاتحاد السوفيتي، وأوكرانيا، ولد في تشيركاسي، كان عضوًا في الحزب الشيوعي السوفيتي، توفي عن عمر يناهز 74 عاماً، بسبب سرطان.

## التعليم
تعلم في معهد غيراسيموف للسينما
.

## جوائز
حصل على جوائز منها:
- Oleksandr Dovzhenko State Prize [الإنجليزية]‏ (2005)
- جائزة شيفتشينكو الوطنية (1991)
- ميدالية الشرف الاستحقاقية لرئاسة الجمهورية الأوكرانية  [لغات أخرى]‏
- فنان الشعب لجمهورية أوكرانيا الاشتراكية السوفيتية  [لغات أخرى]‏
- نيشان الاستحقاق الأوكراني من الدرجة الثانية

## وصلات خارجية
- يوري إيللينكو على موقع IMDb (الإنجليزية)
- يوري إيللينكو على موقع أول موفي (الإنجليزية)
- يوري إيللينكو على موقع قاعدة بيانات الأفلام السويدية (السويدية)
- يوري إيللينكو على موقع قاعدة بيانات الفيلم (الإنجليزية)
- يوري إيللينكو على موقع كينوبويسك (الروسية)